# Rudnik Erzberg
Erzberg rudnik, se nahaja na Štajerskem, v osrednje-zahodnem delu Avstrije, 60 km severozahodno od Gradca in 260 km jugozahodno od glavnega mesta Dunaj. Erzberg predstavlja največje zaloge železove rude v Avstriji,  zaloge so ocenjene na 235 milijonov ton rude.  rudnik proizvede okoli 2.153.000 ton železove rude na leto. 